# 강완숙
강완숙(姜完淑, 1760년 ~ 1801년 7월 2일(음력 5월 22일))은 1801년 신유박해 때 순교한 천주교 순교자이다. 세례명은 골롬바이며, 한국 천주교회의 첫 여성 회장이다. 충청도 내포 지역의 양반 가문 출신으로 친척의 전교로 천주교인이 되었다. 1795년 도망자 신세가 된 주문모 선교사에게 자기 집을 은신처로 제공한후 6년간이나 선교사의 전교활동을 도왔다. 당대 사회 도덕 규범상 별거중인 여인이 외간남자를 집에 들이는 것은 많은 용기가 필요한 일이었고, 신해박해 이후 천주교에 대한 탄압이 엄중하던 시절이라 국사범을 보호하는 일은 매우 위험한 일에 속했다. 주문모 선교사에게 은신처 겸 활동 거점을 제공했을 뿐만 아니라 그의 활동을 돕고 왕족인 은언군의 부인과 며느리 등 궁중여성들에게 천주교를 전하는 대담한 전교활동도 수행하였다. 1801년 신유박해때 체포된 후 그해 7월에 순교하며 생을 마감하였다. 2014년 강완숙의 공헌과 신앙의 모범을 기리기 위하여 복자로 선포되었다.

## 생애

### 출생
충청남도 내포의 양반 가문에서 태어났고, 덕산(현재 충청남도 예산군) 사람 홍지영의 후처가 되었다.

### 천주교 입교
결혼 후 바오로라는 세례명을 가진 친척의 전교로 천주교 신자가 되었는데, “하느님은 하늘의 주인(天主)이시니, 천주교(天主敎)라는 종교의 이름은 맞다.”라는 말을 했다고 한다. 1791년 신해박해 때 옥에 갇힌 교우들에게 음식을 날라주며 돌보다가 구속되었으나 양반집 부녀자란 이유로 곧 석방되었다. 이후 전처의 아들 홍필주(필립보) 및 시어머니, 딸과 함께 서울로 이사했다. 이에 대해서 남편이 천주교를 믿는 아내를 부담스러워해서 별거했다는 견해와 강완숙 본인이 천주교 탄압을 피해 서울로 이사했다는 견해가 있는데, 가톨릭평화방송에서 제작한 드라마《순교자 강완숙》에서는 전자를 따르고 있다.

### 선교사 은신처 제공

#### 최초의 선교사
신해박해로 인해 천주교가 탄압을 받자 많은 양반계층 교인들이 배교하였다. 그 공백은 중인계층이 메워나갔는데, 탄압에도 불구하고 1794년 무렵 신도수가 4천여 명으로 증가하자 중국 교회의 구베아 주교는 신해박해로 인해 보류되었던 선교사 파견을 다시 추진하였다. 1794년 12월, 조선인 신자 지황과 윤유일 등의 도움을 받은 중국인 선교사 주문모 신부가 얼어붙은 압록강을 건너 밀입국하였다. 이듬해 초에 서울에 잠입한 주문모는 최안길의 집에 은거하며 조심스럽게 활동했으나 배교자 한영익의 밀고로 같은해 6월 27일에 체포령이 떨어졌다.

#### 선교사 보호
포졸들이 역관 최인길의 집을 덮쳤지만, 최인길은 자신이 주문모 신부인 것처럼 행세하며 대신 체포되어 신부의 탈출을 도왔다. 주문모는 막상 탈출에 성공했으나 몸을 숨길만한 곳이 없었다. 이를 알게 된 강완숙이 용기를 내어 주문모 신부를 자신의 집에 숨겼다. 여성의 집은 포졸들이 함부로 압수수색을 할 수 없다는 관례를 이용한 지혜였다. 시어머니와 함께 살고 있다고는 하나 남편과 별거중인 여인이 집안에 외간남자를 끌어들이는 것은 당대의 사회규범상 많은 용기가 필요한 일이었다. 샤를르 달레의《한국천주교회사》에 의하면, 강완숙은 주문모 신부를 창고에 숨겼다가, 며느리를 아낀 시어머니가 허락한 덕분에 강완숙의 집으로 숨을 곳을 옮겼다고 한다.
강완숙의 도움 덕분에 주문모 신부는 6년 동안 은신하며 비밀리에 전교활동을 할 수 있었다. 주문모 신부는 부활절 미사를 집전하는등 강완숙의 집을 거점으로 하여 활발히 활동했다. 주문모 신부에 의해 여회장으로 임명받은 강완숙은 몰락한 왕족 은언군의 부인 송씨와 며느리 신씨를 포함한 궁중여성들과 여종들에게 전교하였다. 은밀한 전교활동을 하며 많은 경험을 한 주문모 신부는 자신감을 얻은후 강완숙의 도움을 받으며 지방 전교에도 나섰다. 그 결과 5년 만에 천주교 신자가 4천 명에서 1만 명으로 늘어났다.

### 그리스도교 변증가
지식인인 강완숙은 뛰어난 유학자들과 교의에 대해 토론함으로써 그리스도교 교의를 이성으로 설명하는 그리스도 변증가이기도 하였다.
가톨릭 신학자 도희주는 강완숙이 교회에서 열심히 활동한 이유는 세상에서 기쁨을 찾지 못하다가 하느님나라에 대한 희망을 찾았기 때문이라고 주장한다. 세상이 주지 못하는 기쁨을 복음에서 찾은 것이다. 도희주는 그의 활약을 이렇게 말한다.
| “ | 샤를르 달레의 <한국천주교회사>는 ‘작고 큰 어려움에 봉착하는 신앙공동체의 일을 마치 뒤엉킨 뿌리 뭉치를 끊는 손과 같이 능란하게 처리하였으며, 남자들 중에서도 교우가 많았지만 모두가 기꺼이 그의 가르침을 따랐다’고 기록하고 있다. 황사영의 <백서>에도 ‘강완숙은 대단한 말솜씨와 이치에 합당한 말로 교리를 가르쳤다’고 나오니 그녀가 하느님의 자녀로서 당시 얼마나 혁혁한 활동을 했는지를 가늠하게 한다. | ” |

### 순교
강완숙은 1801년 신유박해 때 배교자 김여삼의 밀고로 체포되었다. 약 3개월 동안 그녀의 집에 숨어 있던 주문모 신부는 강완숙이 "주문모 신부는 한때 우리 집에 있었으나, 지금은 행방을 알 수 없다"면서 시간을 벌어준 덕분에 피신했다. 고문을 당하면서도 형리들에게 기독교의 교리와 공자 등 성인의 가르침을 인용하여 전교하여, 형리들이 "이 여인은 사람이 아니라, 신(神)이다.","이 여인은 유식한 여인이다."라고 감탄할 만큼 그녀의 믿음은 매우 깊었다. 투옥된 지 3개월 만인 1801년 7월 2일(음력 5월 22일) 자신이 전교한 궁녀들과 함께 서소문에서 참형으로 순교했는데, 죽음이 다가오는 순간에도 그녀는 아들 홍필주에게 ‘하늘의 복’에 대해서 설교할 정도로 자신의 죽음은 헛된 죽음이 아니라는 강한 믿음이 있었다. 그녀가 순교한 뒤, 전처 소생의 홍필주(필립보)도 계모인 강완숙을 따라 순교했다.
2014년 한국을 방문한 교황 프란치스코는 한국 천주교회에 끼친 강완숙의 공헌과 신앙의 모범을 기리기 위하여 강완숙을 복자로 선포하였다.

## 문화

### 드라마
강완숙의 순교자로서의 생애는 한국 천주교회에 의해 연극, 드라마 등의 소재가 되었는데, 2007년 평화방송에서는 한국교회사 최초의 조선인 천주교 신부인 김대건 신부의 생애를 다룬 드라마에 이어, 강완숙의 생애를 다룬 드라마를 제작하였다. 출연자는 배우 양미경(강완숙 역), 차광수(주문모 신부 역) 등이다.

### 소설 목민심서
황인경 작가가 쓴 정약용 선생 이야기인 소설 목민심서에서도 강완숙을 주문모 신부를 돕는 지혜로운 여성으로 그려냈다. 주문모 신부는 중국 사람이라 한국음식이 입에 맞지 않았다. 밥상을 차려드려도 한 그릇조차 먹지 못했다. 이를 보고 자신과 같은 천주교 신자인 윤유일(요한)이 고민하자, "요한 형제의 잘못이 아니니 너무 걱정마세요. 청나라 사람들은 기름진 음식을 즐겨먹는다고 들었으니 제가 방법을 찾아보겠어요"라고 위로했다. 그러더니 돼지고기와 닭고기를 튀기고 양념해서 성무일과(천주교와 성공회에서 때에 따라 드리는 예배.)중에서 낮기도를 마친 주문모 신부의 점심밥상에 올렸다. 입에 맞는 음식을 먹고 기운을 차린 주문모 신부는 풋고추에 밥을 먹을만큼 한국전통에 잘 적응한다.

## 참고 문헌
- 〈강완숙-새로운 세계관에 인생을 건 조선 천주교 최초의 여회장〉. 《이덕일의 여인열전》. 김영사. 2003. ISBN 9788934912507.